# Palácio do Sol de Kumsusan
O Palácio do Sol de Kumsusan (Chosŏn'gŭl: 금수산태양궁전; hancha: 錦繡山太陽宮殿; rr: Geumsusan Taeyang Gungjeon), anteriormente conhecido como Palácio Memorial de Kumsusan, às vezes referido como Mausoléu de Kim Il-sung, é um edifício localizado no norte de Pyongyang, a capital da Coreia do Norte. O palácio serve como mausoléu para os corpos de Kim Il-sung, fundador e "Presidente Eterno" do país, e Kim Jong-il, seu filho e sucessor.
O palácio foi construído em 1976 como edifício da Assembleia Kumsusan e serviu como residência oficial do ditador Kim Il-sung. Após a sua morte em 1994, o seu filho Kim Jong-il reformou o prédio e o transformou em mausoléu. Apesar da extrema pobreza da nação e da crise de fome que assolava a Coreia do Norte, é estimado que a renovação feita no palácio tenha custado pelo menos 100 milhões de dólares. Algumas fontes afirmam que a reforma pode ter custado até 900 milhões. Dentro do palácio está o corpo embalsamado de Kim Il-sung dentro de um sarcófago. A sua cabeça repousa sobre um travesseiro em estilo coreano e seu corpo está coberto com a bandeira do Partido dos Trabalhadores da Coreia. Já o corpo de Kim Jong-il está exposto em uma sala próxima a de seu pai e posicionado de forma muito similar.
Kumsusan é o maior mausoléu dedicado a um líder comunista e o único que abriga o corpo de vários líderes. Está localizado em frente a uma grande praça de aproximadamente 500 metros de diâmetro. Ele é rodeado no norte e leste por um fosso.

## Acesso e regras

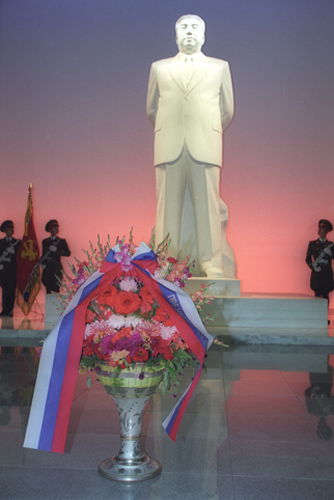
Uma estátua de mármore branco de Kim Il-sung dentro do Palácio do Sol de Kumsusan. A mesma foi substituída por imagens gigantes de cera dos dois líderes.

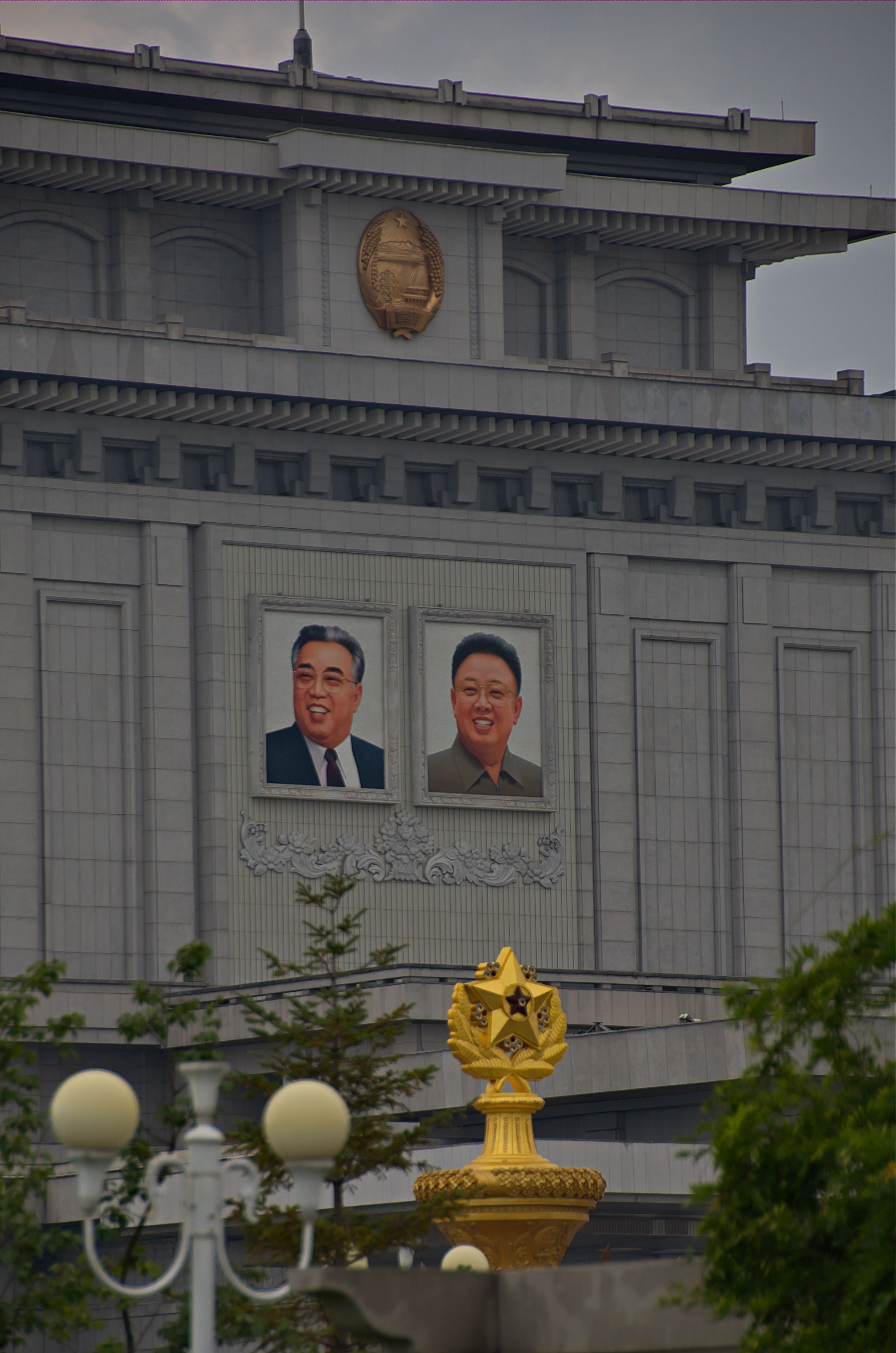
Os retratos dos dois líderes vistos do lado de fora do palácio.

Os visitantes estrangeiros só podem acessar o palácio uma única vez na excursão oficial realizada pelo governo. Não é permitido fotografar, filmar, fumar e falar em qualquer parte do palácio. Os seus bolsos devem estar totalmente vazios. A praça do palácio, no entanto, fica aberta toda a semana e é um local para manifestações nacionais. 
O edifício é acessado através de uma passagem subterrânea. Ao entrar no edifício, os visitantes (tanto turistas estrangeiros como norte-coreanos) devem passar por um dispositivo de limpeza de sapatos, é verificado todos os pertences pessoais, exceto suas carteiras, e recebem um ingresso numerado para pegar seus pertences ao sair. Os visitantes prosseguem ao longo de uma série de longas esteiras rolantes.
Até 2015, os visitantes tinham que emergir em um longo corredor com duas estátuas de mármore branco dos Kims banhadas em uma luz vermelha suave. Estas foram substituídas por um retrato estilo 3D dos Kims com o Montanha Baekdu ao fundo, com bandeiras nacionais e partidárias flanqueando-os. Colunas arqueadas de mármore revestem o salão. Os visitantes são orientados a parar em uma linha amarela no chão e, depois de alguns momentos de contemplação, seguem para outra sala. Lá, eles recebem pequenos dispositivos de alto-falante que narram o sofrimento do povo coreano quando Kim Il-sung morreu. O quarto apresenta bustos de bronze de pessoas sofrendo. Finalmente, os visitantes entram em um elevador até ao último andar do prédio com paredes de mármore branco e cinza. Eles passam através de uma máquina de sopro de poeira e entram nas salas com os restos preservados de Kim Il-sung e Kim Jong-il. Uma barreira de corda vermelha cerca o sarcófago de cristal transparente. Os visitantes são enviados em grupos de quatro e é dito para que se curvem aos pés de Kim Il-sung, para a esquerda e depois para o lado direito. Os visitantes entram em uma sala de museu contendo prêmios e homenagens dadas a Kim durante sua vida por países estrangeiros, universidades, associações de amizade, etc. Essa sequência é então repetida no nível mais baixo, onde um conjunto quase idêntico de salas contém o sarcófago de Kim Jong-il.

## Lembranças
Os quartos contíguos estão cheios de algumas das posses de Kim Il-sung, como presentes e distinções que recebeu de todo o mundo. Não há sinais ou informações em coreano neles. Os prêmios incluem certificados de graduação, dos quais apenas um é de uma universidade ocidental, a Universidade de Kensington, na Califórnia. (Kensington era uma universidade não credenciada, tipicamente considerada uma fábrica de diplomas, que, após vários anos de tentativas de encerramento, foi dissolvida por um tribunal havaiano em 2003.)
Uma medalha de paz do Japão está ao lado de sua "Medalha 'Pela Vitória sobre o Japão", concedida a ele pela União Soviética. A sala tem grandes pinturas e fotografias de Kim Il-sung reunindo líderes mundiais durante suas visitas à Coreia do Norte e durante viagens de Kim para o exterior, como Hosni Mubarak, do Egito, Coronel Muammar Gaddafi, da Líbia, Presidente Mao Zedong, da República Popular da China, Fidel Castro de Cuba, Josip Broz Tito da antiga Jugoslávia e outros, bem como vários ex-líderes soviéticos, incluindo Joseph Stálin, Nikita Khrushchev, Leonid Brejnev, Konstantin Chernenko, Mikhail Gorbachev e muitas outras pessoas conhecidas, como Che Guevara.

## Morte de Kim-Jong-il
Após a morte de Kim Jong-il em dezembro de 2011, seu corpo ficou no palácio por 10 dias. Após este período, em 28 de dezembro de 2011, o palácio serviu como ponto de partida e fim para uma procissão de funeral de 40 km com duração de três horas. A procissão marcou o primeiro dia de uma cerimônia fúnebre de dois dias.
Segundo relatos, especialistas russos foram levados ao mausoléu para embalsamar o corpo de Kim Jong-il para exibição permanente da mesma maneira que seu pai e outros ex-líderes comunistas, como Vladimir Lenin, Mao Zedong, Ho Chi Minh, e Joseph Stalin (até 1961, quando foi enterrado na Necrópole da Muralha do Kremlin).
Em 12 de janeiro de 2012 o governo norte-coreano confirmou que os restos preservados de Kim Jong-il seriam colocados em exposição permanente no palácio e anunciou planos para erigir uma nova estátua do ditador e construir "torres à sua imortalidade".
Em 16 de fevereiro de 2012, por ocasião do 70.º aniversário do nascimento de Kim Jong-il, o edifício foi formalmente renomeado Palácio do Sol de Kumsusan por um ato combinado do gabinete e parlamento norte-coreano e da liderança do Partido dos Trabalhadores da Coreia, que foi lido em voz alta. Um desfile militar do Exército Popular da Coreia realizado naquele dia nos terrenos do palácio celebrou formalmente a ocasião de seu relançamento formal, precedido por uma exibição de fogos de artifício.
Após meses de reformas, em 17 de dezembro de 2012, o primeiro aniversário de morte de Kim Jong-il, o palácio foi oficialmente reaberto ao público em uma cerimônia. Os restos preservados de Kim Jong-il são agora mostrados ao público em uma sala separada, bem como vários itens relacionados a ele e documentos feitos por ele pessoalmente. O palácio contém exibições de seus veículos pessoais, roupas e medalhas e decorações, que agora foram adicionadas à coleção expandida como parte de uma reorganização. O amplo foyer vazio, anteriormente usado em cerimônias do estado, foi transformado em um parque com fontes e passarelas para o desfrute dos visitantes. Atualmente existe uma praça no centro. 
Além de melhorias internas, os terrenos do palácio foram renovados e transformados em um amplo parque e jardim de flores para o benefício dos visitantes. A construção e o design do parque foram supostamente dirigidos por Kim Jong-un. O recinto do parque está aberto para moradores e visitantes.
Em 2 de abril de 2013, a Assembleia Popular Suprema em sua sessão plenária formalmente fez uma emenda completa à constituição norte-coreana sobre a situação do palácio e aprovou o Palácio Kumsusan da Lei Orgânica do Sol e sua correspondente Portaria SPA declarando formalmente o o palácio como um marco nacional, definindo seu estatuto e sua missão e visão, e preparou medidas para mantê-lo em benefício dos coreanos e turistas estrangeiros, bem como dos deveres dos cidadãos da Coreia do Norte em relação a este memorial.